# Istituto di sociologia "Luigi Sturzo"
L'Istituto di sociologia Luigi Sturzo, fondato il 5 ottobre 1968, è un istituto con partecipazione pubblica non statale che ha sede nel centro storico di Caltagirone.
È una struttura di tipo universitario che persegue attività formative, culturali, di comunicazione, ricerca scientifica e sociale.
L'Istituto ha il compito di formare gli operatori sociali, nonché di realizzare dei confronti e dibattiti su temi specifici.

## Offerta formativa

### Corsi di laurea e master
- Scienze del servizio sociale (laurea specialistica, sezione decentrata Università Studi di Catania)
- Master sulla Programmazione e organizzazione di servizi alle persone nel pubblico e nel privato (primo livello)

### Corsi di aggiornamento
- Corso di aggiornamento di informatica e sistemi informativi applicativi al servizio sociale

## "Cattedra Sturzo"
Organizzata dal 1981 con la collaborazione scientifica dell'Istituto Sturzo di Roma e dal 2002 in convenzione con la Lumsa, realizza annualmente lezioni per l'approfondimento e occasione di verifica al più alto livello, del pensiero politico e sociologico di Luigi Sturzo in rapporto alla storia sociale, politica e religiosa contemporanea.

## Biblioteca
La biblioteca dell'Istituto sociologia Luigi Sturzo possiede un patrimonio di 8000 volumi ed alcune riviste specializzate del servizio sociale.
La specificità di questa biblioteca è quella delle scienze sociali, del movimento cattolico e soprattutto della bibliografia sturziana.

## Premio internazionale Luigi Sturzo
Premio internazionale Luigi Sturzo fu istituito nel 1991, è un premio internazionale, a lui intestato, da assegnarsi ad una personalità che, con la propria azione o studio, abbia testimoniato o divulgato il pensiero dell'illustre calatino.
- 1991 Mario Scelba
- 1992 Gabriele De Rosa
- 1993 Alfred Di Lascia
- 1994 Mario d'Addio
- 1995 Ramon Sugranyes i de Franch
- 1996 Antonio Bassolino
- 2000 Giuseppe Alessi
- 2002 Francesco Malgeri
- 2004 Jean Dominique Durand
- 2010 Pietro Grasso